# Arnold (2023)
Arnold ist ein dreiteiliger Dokumentarfilm über Arnold Schwarzenegger.

## Handlung
Der Film wechselt zwischen Erzählungen Schwarzeneggers über sein Leben aus der Gegenwart und Rückblenden aus seiner Vergangenheit, die er kommentiert. Zu Wort kommen Wegbegleiter wie z. B. James Cameron, Danny DeVito, Jamie Lee Curtis, Sylvester Stallone oder Jay Leno.

### Athlet
Schwarzenegger erinnert sich in seiner Heimatstadt Thal an seine „immer hart arbeitenden“ Mutter Aurelia, seinen ein Jahr älteren Bruder Meinhard und die Kindheit im Nachkriegsösterreich, dem „Land gebrochener Menschen“, wie er anhand seines aus dem Krieg zurückgekehrten Vaters Gustav ausführt, der die beiden Brüder stetig gegeneinander wettstreiten ließ – „eine harte Kindheit, in einer wunderschönen Landschaft“, fasst es Schwarzenegger zusammen. Früh fühlte er sich an einem falschen Ort lebend und hatte eine große Sehnsucht nach Amerika. Durch den Film Herkules erobert Atlantis von 1961 und besonders die Rolle des Herkules, verkörpert von Reg Park, war er von Bodybuilding fasziniert und fing an zu trainieren, was seinen Eltern missfiel, da der Sport ihnen sehr fremd war. Er lernte den vierfachen Mr. Austria, Kurt Marnul, kennen, trainierte unter ihm und gewann seine ersten Wettbewerbe, verließ vorzeitig die Armee, um in München als Trainer in einem Bodybuildingstudio zu arbeiten und wurde 1968 erstmals Mr. Universum. Schwarzenegger zog nach Los Angeles zum Venice Beach und trainierte mit den besten Bodybuilder der damaligen Zeit am sogenannten Muscle Beach und im Gold’s Gym. Der Kontakt mit seiner Familie war nach dem Umzug kaum noch vorhanden, er wollte sich ein eigenes Leben aufbauen und mit seinem früheren Leben brechen: 1971 verstarb sein Bruder, der „immer der Liebling der Familie war“, bei einem Autounfall unter Alkoholeinfluss, 1972 sein Vater nach einem Schlaganfall, nachdem er noch kurz zuvor im Beisein seiner Ehefrau erstmals ihren Sohn beim Mr. Olympia in Essen bei einem Wettbewerb unterstützten. Schwarzenegger gibt der „harten Erziehung“ unter seinem Vater eine Mitschuld am Alkoholmissbrauch seines Bruders.

„Nietzsche hatte recht, ‚das was dich nicht umbringt, macht die stärker‘, doch das was mich zu dem gemacht hat, der ich heute bin, hat meinen Bruder zerstört.“

Nach 10 äußerst erfolgreichen Jahren im Bodybuilding beschloss er 1975 – nach dem sechsten Mr. Olympia-Titel in Folge –, sich aus dem aktiven Bodybuilding zurückzuziehen und sich vollends auf seine Schauspielkarriere zu konzentrieren, die 1969 mit Hercules in New York begann. Daneben verfolgte er schon früh seine Selbstvermarktung mit eigenen Produkten und Fernsehauftritten.

### Akteur
„Jim, ich will kein Schauspieler sein, ich will ein Star sein.“

Es war Schwarzenegger eine große Umstellung, vom Bodybuilder zum Schauspieler zu werden: Gefühle, die er beim Training „aus Selbstschutz“ verdrängte, musste er beim Schauspieler aktiv hochholen und zeigen, außerdem war sein Körperbau in Hollywood nicht gefragt und fand anfangs keinen Agenten. Er nahm Schauspielunterricht und bekam für seine Rolle in Mr. Universum (1976) einen Golden Globe Award als Bester Nachwuchsdarsteller. Mit Pumping Iron (1977), Conan der Barbar (1982) und Terminator (1984) folgten Kinoerfolge und Schwarzenegger wurde neben seinem Rivalen Sylvester Stallone zum Gesicht des Actionsfilms. Angeregt durch seinen Förderer Joe Weider investierte er in Immobilien und war laut eigener Aussage „bereits in den Siebzigerjahren Millionär“. Er lernte seine spätere Ehefrau Maria Shriver kennen, wurde Vater und 1983 US-amerikanischer Staatsbürger. 1997 überlebte Schwarzenegger eine Notoperation im Anschluss an eine geplanten Herzklappenoperation, ein Jahr später verstarb seine Mutter an Herzproblemen; den gleichen, an denen auch ihr Sohn litt, die sie aber bewusst nicht behandeln ließ. Er machte eine Auszeit. Nach zwanzig sehr erfolgreichen Jahren im Filmbusiness suchte er sich eine neue Herausforderung – durch die familiäre Verbindung zur Familie Kennedy über seine Frau Maria, die Tochter von Eunice Kennedy und Sargent Shriver, bekam Schwarzenegger in Gesprächen viel über politische und soziale Themen mit, war Mitglied der Republikanischen Partei und unterstützte Ronald Reagan, George H. W. Bush und Richard Riordan.

### Amerikaner
„Er hatte sich all die Zeit für seine größte Rolle vorbereitet.“

„Die gleichen Agenten und Studiobosse, die mir in den Siebzigern sagten, ‚du wirst es als Schauspieler nie schaffen, versuch's erst gar nicht‘, waren es, die plötzlich meinten: ‚Bist du verrückt? Du verdienst gerade 20 bis 30 Millionen pro Film!‘ Doch je öfter man mir sagt, dass etwas unmöglich ist, desto mehr möchte ich es erreichen.“

Nach Monaten der Unklarheit, erklärte Schwarzenegger schließlich am 6. August 2003 in der The Jay Leno Show seine Kandidatur – nur 62 Tagen vor dem Recall (Abwahlverfahren des kalifornischen Gouverneur) am 7. Oktober 2003. „Er war kein normaler Politiker, gehörte zum Kennedy-Clan, noch dazu seine Persönlichkeit, ein riesen Vorteil. Ich wusste, dass seine Kandidatur eine starke Konkurrenz sein würde“, sagte der unterlegene Amtsinhaber Gray Davis rückblickend. Überschattet wurde der kurze Wahlkampf durch Vorwürfe der sexuellen Belästigung von mehreren Frauen. In seiner Amtszeit hatte sich Schwarzenegger mit dem großen Haushaltsdefizit, den bis dato schlimmsten Waldfeuern des Bundesstaates und die Weltfinanzkrise 2007–2008 auseinanderzusetzen. Schwarzenegger veranlasste für den 8. November 2005 eine außerordentliche Kalifornienwahl, in der über acht Propositions abgestimmt wurde; alle acht wurden negativ beschieden, darunter vier, die als Governor Schwarzenegger's reform agenda zusammengefasst wurden. Dies war eine schwere Niederlage und Weckruf für den sich selbst als „ungeduldigen Menschen“ bezeichneten Schwarzenegger, der daraufhin einen Kurswechsel hin zu mehr überparteilicher Zusammenarbeit einschlug und, für viele überraschend, die Demokratin Susan Kennedy zu seiner Stabschefin machte. Bis heute verbinden viele Menschen das Infrastrukturgesetz Strategic Growth Plan und das Global Warming Solutions Act of 2006 mit seiner Amtszeit, das darauf abzielte, die Treibhausgasemissionen zu reduzieren; US-Präsident Barack Obama und der britische Premierminister David Cameron bedankten sich bei Schwarzenegger dafür.
Das Familienleben wurde während der zeitintensiven Amtszeit in Sacramento, fern vom Lebensmittelpunkt der Familie in Los Angeles, stark belastet. 2011 gab Schwarzenegger bekannt, dass er mit einer Hausangestellten, die zwanzig Jahre bei ihnen arbeitete, vor 14 Jahren einen unehelichen Sohn zeugte, was zur Trennung mit Maria nach 25 Ehejahren führte.

## Hintergrund
Produziert wurde Arnold von den Produktionsunternehmen Defiant Ones Media Group von Allan Hughes und Invented By Girls von Lesley Chilcott. Chilcott sprach über einen Zeitraum von anderthalb Jahre lang zwischen drei- bis viermal pro Woche per Videokonferenz mit Schwarzenegger und nahm später über vierzig Stunden Videomaterial mit ihm auf. Sie erklärte, dass er keine redaktionelle Aufsicht hatte und kein Thema verboten war. Chilcott konnte nur eine halbe Stunde über die Amtszeit von Governor Schwarzenegger berichten, weshalb sie eine weitere Folge darüber drehen wollte, was aber abgelehnt wurde.
Netflix veröffentlichte alle drei Teile am 7. Juni 2023. Bereits am 25. Mai 2023 erschien ebenfalls auf Netflix die Serie Fubar, in der Schwarzenegger seine erste Serienhauptrolle spielt.

## Kritiken
Arnold erreicht beim US-amerikanischen Aggregator Metacritic auf Grundlage von 10 Kritiken einen Metascore von 59/100 (3 positive, 6 gemischt und 1 negativ) und bei Rotten Tomatoes auf Grundlage von 25 Kritiken ein Tomatometer von 72 %. Film.at schreibt von einem „Denkmal für Schwarzenegger“, dass der Marke, aber auch dem Menschen, ein würdiges Denkmal im klassischen Ami-Stil setze und vergab „4 von 5 Sternen“ und idowa.de bescheinigt Arnold „wirklich sehr spannend“ zu sein, kritisiert jedoch, dass die Auswirkungen des Steroidkonsums oder die Jahre als Wettkampfathlet auf ihn nicht thematisiert werden, wodurch nach drei Stunden aus seinem Leben noch Fragen offen blieben.

„[D]ie Tatsache, dass [die Biografie] chronologisch und von Schwarzenegger selbst – nicht ohne Humor, aber unbescheiden – erzählt wird, nimmt ihr fast alle Ecken und Kanten. […] Immerhin: Die Vorwürfe der sexuellen Belästigung werden ebenso wenig totgeschwiegen wie der uneheliche Sohn mit der Haushälterin. Schwarzenegger spricht von Fehlern und zeigt Reue, nicht zuletzt der Zusammenbruch des langjährigen Familienidylls mit Maria Shriver scheint ihn bis heute zu schmerzen. Doch kritisch nachgehakt und an der Selbstdarstellung gekratzt wird nicht.“